# Gintautas Umaras
Gintautas Umaras (né le 20 mai 1963 à Kaunas) est un ancien coureur cycliste lituanien. Spécialiste de la poursuite, il a été champion du monde amateur de cette discipline en 1987. Lors des Jeux olympiques de 1988 à Séoul, il a remporté la médaille d'or en poursuite individuelle et par équipes avec la sélection soviétique composée de Artūras Kasputis, Dmitri Nelyubin et Viatcheslav Ekimov.

## Palmarès sur piste
- 1984
  -  Médaillé d'or de la poursuite individuelle aux Jeux de l'Amitié
- 1985
  -  Médaillé d'argent de la poursuite individuelle amateurs
- 1986
  -  Médaillé d'or de la poursuite individuelle aux Goodwill Games
  -  Médaillé d'argent de la poursuite individuelle amateurs
  -  Médaillé de bronze de la poursuite par équipe amateurs (avec Viatcheslav Ekimov, Alexandre Krasnov et Viktor Manakov)
- 1987
  -  Champion du monde de poursuite individuelle amateurs
- 1988
  -  Champion olympique de poursuite individuelle aux Jeux olympiques de Séoul[1]
  -  Champion olympique de poursuite par équipes aux Jeux olympiques de Séoul (avec Artūras Kasputis, Dmitri Nelyubin, Viatcheslav Ekimov et Mindaugas Umaras)[2]

## Palmarès sur route
- 1986
  - Classement général du Tour d'Égypte
  - Prologue de l'Olympia's Tour
- 1988
  - Classement général du Tour de Grèce

## Distinctions
- Sportif lituanien de l'année : 1988